# Traité naval germano-britannique
Le traité naval germano-britannique (Anglo-German Naval Agreement (AGNA)) était un traité bilatéral signé le 18 juin 1935 par le Royaume-Uni et le Troisième Reich.
Torpillant les dispositions du traité de Versailles et de la conférence de Stresa, il est signé entre Joachim von Ribbentrop pour les Allemands et Samuel Hoare pour les Britanniques. Ceux-ci, sans même consulter la France et l'Italie, leurs alliés de la Première Guerre mondiale, autorisent le Troisième Reich à disposer d'une flotte de guerre au tonnage limité de façon permanente à 35 % de celui de la Royal Navy,. Ce traité, qui fait la part belle à la marine allemande, est une des causes de l'anglophobie de l'époque d'une bonne partie des chefs de la Marine nationale française.
L'accord est dénoncé par l'Allemagne le 28 avril 1939.

## Historique
La signature de l’accord se matérialise par un échange de notes entre Joachim von Ribbentrop, ministre allemand des Affaires étrangères, et Samuel Hoare, secrétaire d'État au Foreign Office britannique, le 18 juin 1935. Avant le début des négociations, les Allemands posent plusieurs conditions :
- Les Britanniques doivent accepter le quota de 35 % pour la Reichsmarine par rapport à la Royal Navy.
- Les Allemands se réservent le droit de construire toutes les catégories de navires, le budget de la marine allemande n’étant pas négociable.

Les négociations débutent à Londres le 4 juin. Les Britanniques n’apprécient pas que les Allemands posent leurs conditions de manière sine qua non avant l’ouverture des négociations, mais ils acceptent les conditions citées.
Les pourparlers sont suspendus le 6 juin, les Britanniques voulant informer les signataires du traité naval de Washington de la négociation de l'accord. 
Le changement ministériel du 7 juin influence fortement ces négociations dans un sens plus conciliant envers l'Allemagne : Stanley Baldwin remplace Ramsay MacDonald comme premier ministre britannique, et Samuel Hoare succède à John Simon au Foreign Office.
L'accord retient le taux de 35 % pour la marine allemande par rapport à la marine britannique. Ce taux doit demeurer constant quelle que soit l’évolution de l’armement naval pour chaque catégorie de navires. Pour les sous-marins, le taux est cependant de 45 %. L’Allemagne ne peut faire des ajustements qu’avec l’accord du Royaume-Uni. 
La marine britannique a un tonnage de 1 240 000 tonnes, à parité quasiment avec la marine américaine. Le traité de Versailles autorise une flotte de guerre de 144 000 tonnes pour l'Allemagne, qui a désormais la possibilité de disposer de 434 000 tonnes, soit le triple de ce que lui accordait le traité de Versailles, ce qui rapprocherait dangereusement la marine du Troisième Reich, des 554 000 tonnes de la Marine nationale française de 1939. 
Aussitôt, Hitler entreprit un vaste programme de construction navale : 2 cuirassés, 2 croiseurs de bataille, 16 destroyers et 28 sous-marins.